# 九龍區專線小巴86線
九龍區專線小巴86線是香港一條來往德福花園和啟德郵輪碼頭的小巴路線，由萬昇物流有限公司營運。
此外，由於啟德郵輪碼頭位於舊啟德機場跑道末端，按區議會地區分界屬九龍城區的啟德南選區（G13），而德福花園屬觀塘區，因此本線屬跨區小巴路線，但啟德郵輪碼頭與對岸的觀塘碼頭和觀塘商貿區，僅一海之隔。

## 簡介及歷史
- 2012年11月23日：運輸署公開招標兩組共四條專綫小巴路線的營運權，此路線編為單一組別招標。[2]
- 2013年9月21日：投入服務。[3]
  - 開辦當日及翌日（2013年9月22日）為配合於啟德郵輪碼頭舉行之「郵輪假期博覽」，只於10:00-19:00提供服務，至同年9月23日才依常規時間表行駛。
- 2013年10月18日：配合啟德郵輪碼頭公園正式對外開放，因此於10月18至20日（星期五至星期日）延長服務時間至23:00。班次為每12-30分鐘一班，其後尾班車則改為20:00。[4]
- 2014年9月18日：延長服務時間，並調整班次。(尾班車變回23:00)[5]
- 2015年4月15日：調整收費，全程收費由$5.0加至$5.5。[6]
- 2017年6月25日：調整收費，全程收費由$5.5加至$6.0。[7]
- 2021年12月13日：新設短途服務，來往承豐道及九龍灣（德福花園）[8]。

## 服務時間及班次
| 德福花園開       | 德福花園開  | 德福花園開   | 啟德郵輪碼頭開   | 啟德郵輪碼頭開 | 啟德郵輪碼頭開 |
| 日期             | 服務時間    | 班次（分鐘） | 日期             | 服務時間       | 班次（分鐘）   |
| ---------------- | ----------- | ------------ | ---------------- | -------------- | -------------- |
| 星期一至五       | 06:40-23:00 | 4-20         | 星期一至五       | 06:40-23:00    | 4-20           |
| 星期六           | 06:40-23:00 | 8-25         | 星期六           | 06:40-23:00    | 8-25           |
| 星期日及公眾假期 | 06:40-23:00 | 8-25         | 星期日及公眾假期 | 06:40-23:00    | 8-25           |

## 收費
全程：$6（穿著校服學生之優惠：$3）
| - 此路線大小同價。 - 65歲或以上長者使用長者或個人八達通（包括「樂悠咭」），合資格殘疾人士使用「殘疾人士身份」個人八達通，以及60至64歲香港居民使用「樂悠咭」繳付車資，均可享有每程劃一$2.0的政府長者及合資格殘疾人士公共交通票價優惠計劃。 - 乘客可以現金或八達通卡於上車時付款，不設找贖。 |

## 使用車輛
本線使用5輛豐田Coaster石油氣小巴及1部GMI Gemini油電混合小巴行駛。
所有用車車牌數字均為「992」，而新界區專線小巴411線亦有相近情況（該路線全部用車車牌數字同為「992」），後者的車輛亦不時支援此路線，兩條路線營辦商之關係由此可見端倪。
| 86線用車列表 | 86線用車列表          | 86線用車列表 |
| 車牌         | 車種代號              | 備註         |
| ------------ | --------------------- | ------------ |
| AG992        | GMI Gemini            |              |
| AL992        | GMI Gemini            |              |
| GT992        | 2018年豐田Coaster 7LL |              |
| KK992        | GMI Gemini            |              |
| KY888        | GMI Gemini            |              |
| PP992        | 2010年豐田Coaster 6LS |              |
| RR992        | 2022年豐田Coaster 7LL |              |
| RW992        | 2022年豐田Coaster 7LL |              |
| SS992        | 2015年豐田Coaster 6LS |              |
| TT992        | GMI Gemini            |              |

## 行車路線
德福花園開經：德福花園天橋、偉業街、啟祥道、宏照道、祥業街、承昌道、啟德橋及承豐道。
啟德郵輪碼頭開經：承豐道、啟德橋、承昌道、祥業街、宏照道、常怡道、偉業街及德福花園天橋。

### 沿線車站
註：下表的「車站名稱」按鄰近地標或街道而定，並非小巴公司官方站名。
| 德福花園開 | 德福花園開              | 德福花園開             | 啟德郵輪碼頭開 | 啟德郵輪碼頭開          | 啟德郵輪碼頭開         |
| 序號       | 車站名稱                | 位置                   | 序號           | 車站名稱                | 位置                   |
| ---------- | ----------------------- | ---------------------- | -------------- | ----------------------- | ---------------------- |
| 1          | 德福廣場公共運輸交匯處  | 德福廣場公共運輸交匯處 | 1              | 啟德郵輪碼頭巴士總站    | 啟德郵輪碼頭巴士總站   |
| 2          | 臨華街                  | 宏照道                 | 2              | 啟德橋                  | 承豐道                 |
| 3          | 傲騰廣場 （啟德消防局） | 祥業街                 | 3              | 香港兒童醫院            | 承昌道                 |
| 4          | 香港兒童醫院            | 承昌道                 | 4              | 傲騰廣場 （啟德消防局） | 祥業街                 |
| 5          | 承豐道                  | 承豐道                 | 5              | 德福廣場公共運輸交匯處  | 德福廣場公共運輸交匯處 |
| 6          | 啟德跑道公園            | 啟德郵輪碼頭巴士總站   |                |                         |                        |
| 7          | 啟德郵輪碼頭巴士總站    | 啟德郵輪碼頭巴士總站   |                |                         |                        |

## 使用狀況
此路線是郵輪碼頭啟用初期唯一一條全日對外公共交通路線，因此當郵輪碼頭舉行大型活動時，此路線會有大量乘客乘坐，令德福花園總站大排長龍，直至城巴開辦22號線後，情況才得以舒緩。

## 外部連結
- 運輸署官方路線資料：九龍專綫小巴86線
- 小巴薈：九龍區專線小巴86線（页面存档备份，存于）